# Episodi di Conan (prima stagione)
La prima stagione della serie animata Conan è andata in onda sul canale britannico BBC dal 12 settembre al 5 dicembre 1992
| nº | Titolo originale          | Titolo italiano                    | Prima TV UK       | Prima TV Italia   |
| -- | ------------------------- | ---------------------------------- | ----------------- | ----------------- |
| 1  | The Night of Fiery Tears  | Il metallo delle stelle            | 12 settembre 1992 | 19 settembre 1994 |
| 2  | Blood Brother             |                                    | 19 settembre 1992 |                   |
| 3  | Star of Shadizar          |                                    | 26 settembre 1992 |                   |
| 4  | Conan the Gladiator       | Conan il Gladiatore                | 3 ottobre 1992    |                   |
| 5  | The Heart of Rakkir       | il cuore di Rakkin                 | 10 ottobre 1992   |                   |
| 6  | Men of Stone              | Uomini di Pietra                   | 17 ottobre 1992   |                   |
| 7  | The Terrible Torrinon     |                                    | 24 ottobre 1992   |                   |
| 8  | Greywolf of Xanthus       |                                    | 31 ottobre 1992   |                   |
| 9  | Shadow Walkers            |                                    | 7 novembre 1992   |                   |
| 10 | The Claw of Heaven        | La mano del destino                | 14 novembre 1992  |                   |
| 11 | The Serpent Riders of Set | i cavalieri del Serpente           | 21 novembre 1992  |                   |
| 12 | Windfang's Eyrie          | il nascondiglio di zanna del vento | 28 novembre 1992  |                   |
| 13 | Seven Against Stygia      |                                    | 5 dicembre 1992   |                   |